# Línea T4 (Tranvía de París)
La Línea T4 de tranvía es una línea de tren-tram explotada por la SNCF y abierta al público el 20 de noviembre de 2006 entre Aulnay-sous-Bois y Bondy en la provincia de Sena-San Denis en la Île-de-France.
Uniendo las dos grandes líneas ferroviarias Norte y Este, resulta de la transformación y desdoblamiento de la vía férrea de la Línea de Coquetiers, abierta en 1875. Víctima de una importante disminución de la demanda por su escaso servicio, fuente de numerosos accidentes por los pasos a nivel, la línea cerró en diciembre de 2003 antes de renacer rehabilitada como un híbrido entre el tren y el tranvía. Esta línea es así la primera línea francesa de tren-tram, concepto que se desarrollará plenamiente cuando se prolongue en modo tranviario por las vías urbanas.

## La línea de Coquetiers

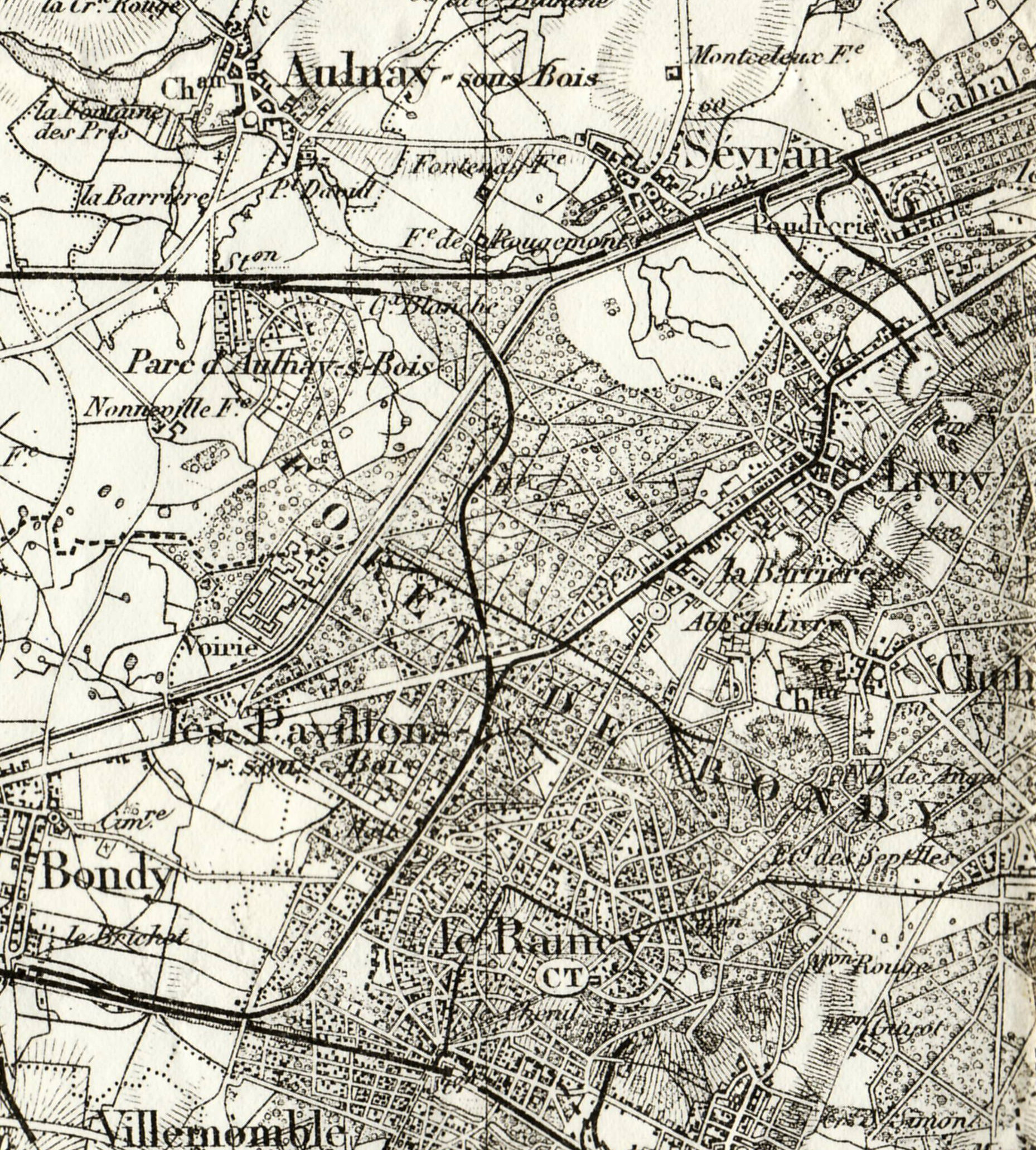
La línea en un mapa de 1888

### Orígenes
La línea T4 es la antigua línea de Coquetiers que unía las grandes líneas de la Compañía de Ferrocarriles del Norte y la Compañía de Ferrocarriles del Este entre las estaciones de Aulnay-sous-Bois y Bondy.
Construida sobre antiguos cortafuegos forestales del Bosque de Bondy, esta línea de interés general de 8 km de vía estándar empezó a prestar servicio el 7 de agosto de 1875.
Su construcción fue promovida por la iniciativa de una agrupación de industriales y propietarios locales, el marqués de Aulnau Dominique de Gourgues (1824-1893), alcalde de Aulnay entre 1866 y 1893, y la sociedad de transportistas Schacher, Letellier et Cie con el ingeniero Xavier Gargan al frente, con el fin de dar servicio a las fábricas de los alrededores y facilitar la implantación de nuevos establecimientos industriales permitiendo una fácil expedición de sus productos por vía férrea. Las mercancías eran esencialmente madera y aljez extraído de las canteras al pie de las colinas de Livry y Clichy-sous-Bois.
Solicitada por los industriales, que preveían un primer tramo de línea periférica de interés general que uniese entre sí todas las grandes líneas a una distancia de 15-16 km del centro de París, el Ministerio de Finanzas acordó autorizar la construcción el 7 de febrero de 1868. Así la línea se completó gracias a la financiación de la Sociedad Anónima de Inversión creada por iniciativa de los tres empresarios citados con el nombre de Compañía de Ferrocarril de Bondy a Aulnay.
La línea debe su apodo pintoresco a una de sus estaciones situada en Villemomble. Esta estación está cerca del Camino de Coquetiers, utilizado en la Edad Media por los mercaderes de huevos, lecheros y otros del gremio que se dirigían a Faubourg Saint-Antoine.

### Infraestructura inicial
La línea, entonces de vía única, contaba con pocas obras de ingeniería, ya que el único puente es el de Rougemont sobre el Canal del Ourcq, construido sobre un antiguo puente que construyó el duque de Berry y demolió la villa de París hacia 1860. En cualquier caso el suelo que era muy húmedo fue saneado con materiales procedentes de las canteras de Schacher, Letellier et Cie. Al principio la línea tenía 15 o 16 pasos a nivel en sus 8 km; así las obras se terminaron enseguida, bastando 3 años para poner en servicio la línea desde la declaración de interés público, ubicada en general en el centro de antiguos cortafuegos forestales en una plataforma de 7 m de ancho.
La línea estaba concebida para transportar mercancías salidas del bosque de Bondy, y tenía muchas ramificaciones industriales, destacando la que daba servicio a la cantera de Fosse-Maussoin (hoy día parte de la red Natura 2000 de Sena-San Denis) cuyo aljez era extraído por la Sociedad Schacher, Letellier et Cie, que empleaba varios centenares de obreros para fabricar escayola, ladrillos y cemento. Otra ramificación destacada era la que se dirigía a la serrería de Xavier Gargan en el bosque del Templo de Livry. El industrial necesitaba transportar la materia prima a los talleres de construcción ferroviaria de La Villette a lo largo de la línea Petite Ceinture.

### Explotación por la Sociedad Bondy-Aulnay
La línea se abrió al púbico el 1 de abril de 1875 bajo presión de los habitantes de los municipios atravesados con solo tres estaciones intermedias, Gargan, l'Abbaye (previstas desde el principio) y el apeadero de Raincy, al principio del Camino de la Cita (allée du Rendez-vous), reclamado por el municipio.
La explotación se lleva a cabo con 8 trenes mixtos mercancías-viajeros de lunes a sábado y 2 los domingos tirados por una única locomotora de vapor alquilada a la Compañía de Ferrocarriles del Este que funcionaba como lanzadera entre ambos extremos de esta línea.

### Explotación por la Compañía del Este

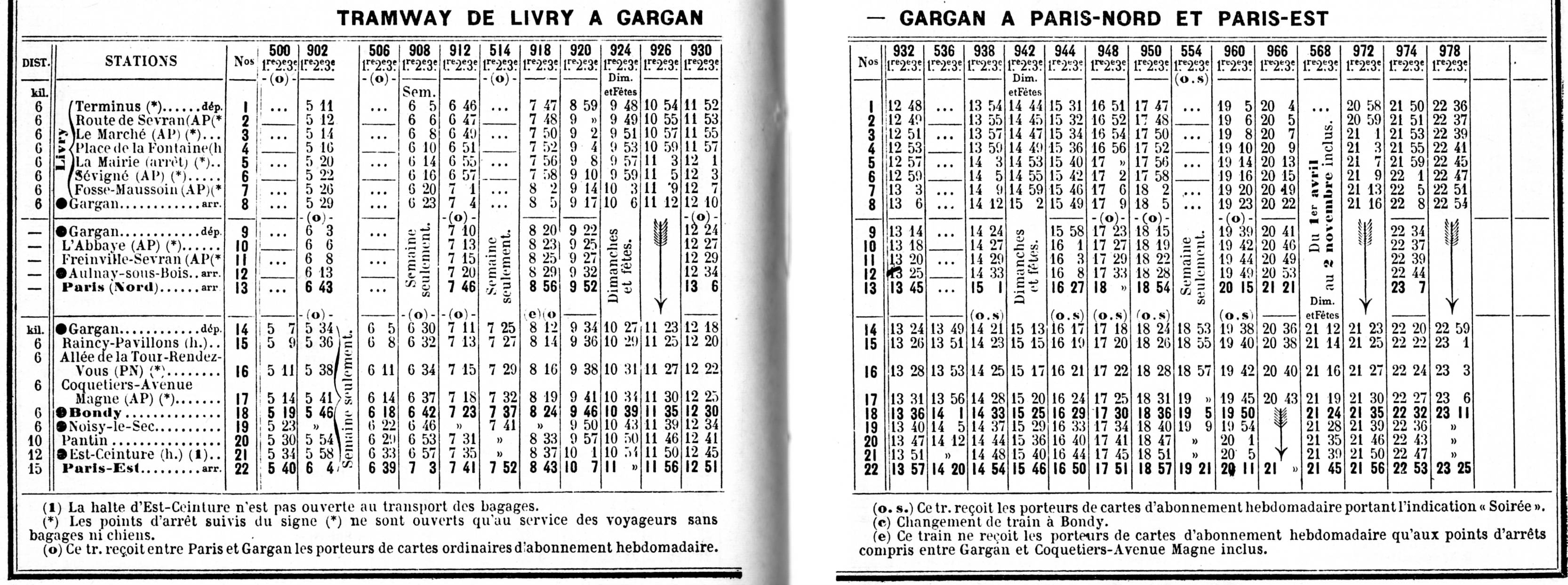
horarios de la línea de Coquetiers en mayo de 1914

Dada la gran dificultad financiera que atravesaba la empresa anterior, la línea fue paralizada por decreto estatal un 29 de abril de 1878 y se concedió su explotación a la Compañía de Ferrocarriles del Este el 12 de agosto de 1880 haciéndose cargo de las obras de mejora de la infraestructura necesarias.
Así la Compañía del Este explota la línea con trenes mixtos lanzaderas a razón de 24 trenes diarios, 12 por sentido, y realiza importantes obras de restauración de las instalaciones, rectificación del perfil de las vías, adoquinado de los vestíbulos y andenes de las estaciones y reconstrucción de los edificios. Además la línea se duplica entre Bondy y Gargan en 1914, con la construcción de nuevos edificios en las estaciones de este tramo. La línea se mantiene con vía única entre Gargan y Aulnay-sous-Bois.
Con el desarrollo urbanístico el éxito de la línea es cada vez mayor. En 1884 transporta 43000 viajeros y más de 300000 en 1904.
La línea se beneficia igualmente de la llegada de nuevas empresas a su zona de influencia como la Sociedad de Frenos y Señales Westinghouse, que compra en 1892 6 Ha de terrenos en el Bosque del Rey en Sevran y Livry y allí transfiere su sede inicialmente situada en el Canal de San Martín en París. Así en 1899 la línea abre un nuevo apeadero para los 3000 obreros que aquí trabajan denominado Freinville. Otra empresa metalúrgica, la Lilloise, se instala en 1911.
En 1898 se cuentan 18 trenes de ida, de los cuales 5 son para los obreros, que en aquella época eran trenes que podían usar los asalariados titulares de abonos de reducción de tarifas y 19 trenes de regreso de los cuales 3 estaban pensados para los obreros recorriendo el trayecto de la línea en 30 min.
A partir de 1897, la línea se conectó con la línea París-Estrasburgo permitiendo trayectos directos entre la estación del Este y Gargan o Aulnay-sous-Bois y posteriormente un servicio París-Este - Aulnay - París-Norte respondiendo a las necesidades de decenas de miles de obreros y asalariados que se iban a vivir a los nuevos barrios lo que era posible por la mejora del servicio.
Estas modificaciones urbanísticas trajeron consigo el desplazamiento o fusión de ciertas paradas de la línea dando lugar a dos estaciones dobles: Coquetiers-Avenue Magne y Allée de la Tour - Rendez-Vous. Se crean cuatro nuevos apeaderos por la Compañía del Este, destacando Les Coquetiers, que daba servicio a varios cabarets así como el souvenir de la forêt  (allée Franklin) o el Café-Bellevue (pasado el puente de Coquetiers).
La línea daba servicio a las estaciones y apeaderos siguientes, pero algunos han sido reagrupados durante su explotación:
- Bondy
- Les Coquetiers
- Avenue Magne
- Allée de la Tour
- Allée du Rendez-vous
- Raincy-Pavillons
- Gargan-Livry
- Abbaye
- Aulnay-sous-Bois

Frente al aumento incesante de la circulación de automóviles, el paso a nivel que cruzaba la RN3 fue remplazado por un puente en 1932 en el marco del programa de supresión de pasos a nivel del departamento de Sena.

### Explotación por la SNCF
En 1950 la SNCF explota la línea con trenes de vapor con 9 coches metálicos tirados por locomotora entre la estación del Este y Gargan y por automotores entre Gargan y Aulnay-sous-Bois. Los horarios están compuestos por un tren "omnibús" París-Gargan cada media hora en hora punta y un automotor con correspondencia en Bondy en horas valle.
El 22 de mayo de 1962, en el marco del programa de electrificación de la red Este, la sección meridional de la línea es electrificada en corriente alterna a 25 kV y 50 Hz, con bloqueo automático luminoso. El tramo de vía única queda sin electrificar y su servicio se lleva a cabo por automotores y posteriormente trenes tirados por locomotoras diésel. Este tramo es electrificado finalmente el 14 de septiembre de 1977 con toma de contacto aérea simple que permite un servicio continuo sin cambio de tren en Gargan asegurado por locomotoras eléctricas de la serie BB 16500 y coches denominados rames inox de banlieue.
La frecuencia de la línea aumenta, sin embargo el tramo de vía única no permite pasar de un tren cada media hora en hora punta. Además el servicio se prolonga de forma sistemática hasta la estación del Este. Esta densificación vuelve más difícil el problema recurrente de los pasos a nivel de la línea, antaño situada en un ámbito rural se fue rodeando de numerosos inmuebles hasta el punto de atravesar al final una trama urbana muy densa. El cierre frecuente de los pasos a nivel provocaba numerosos atascos y a veces una verdadera paralización del tráfico local, las vías paralelas y perpendiculares a la línea se encontraban completamente bloqueadas varios minutos cada vez que pasaba un tren. Era imposible creár vías colectoras por falta de espacio y el atrincheramiento de la línea que estaba previsto se dejó de lado dado sue elevado coste.
En la creación del proyecto EOLE (Línea RER E) a principios de los años 90 se decidió que los trenes directos a la estación del Este de la línea de Coquetiers no solo no serían dirigidos a la nueva estación subterránea de Haussmann-Saint Lazare, sino que se limitaría su recorrido a la estación de Bondy para liberar franjas horarias para la línea principal de Meaux.
En 1992, la línea era usada a diario por 16500 viajeros. En octubre de 1998 Alain Calmat reclama la recalificación de la misma, reiterada en noviembre de 1999, lo que no impidió el cierre de la línea el 12 de diciembre de 2003, habiendo anticipado su cierre la SNCF ya que apenas 100000 viajeros la usaba cada día después de que hubiera sido transformada en lanzadera tras abrir la Línea RER E en julio de 1999. El servicio pasa a prestarse por carretera con autobús aumentando notablemente el tiempo de recorrido durante casi tres años.

## Transformación en línea de tranvía (T4)

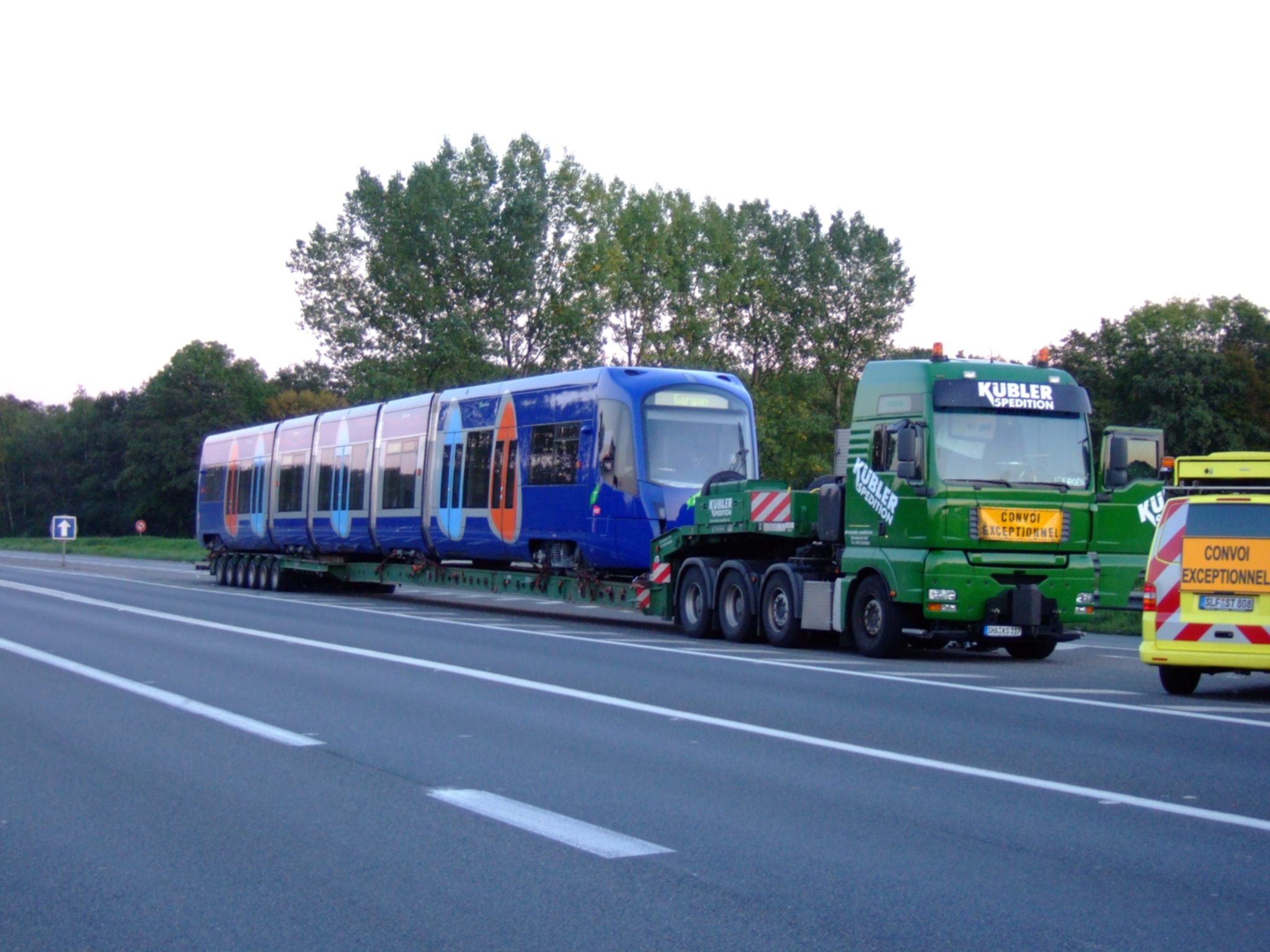
Llegada de las primeras unidades de la línea

Plano de vías de la nueva línea

El descubrimiento en Francia del concepto tren-tram dio la idea de readaptar la línea a esta técnica. Permite poner fin al espinoso problema de los pasos a nivel al transformarse en simples cruces de carretera atenuando el efecto de brecha urbana, reforzar el servicio y permitir la extensión de la línea a modo de tranvía sobre las vías urbanas. Esta tecnología fue adoptada finalmente en 2001, lanzando concurso de construcción del material. En 2003 el anteproyecto de transformación es aprobado por el Sindicato de Transportes de Île-de-France, la SNCF y Réseau ferré de France.
En junio de 2004 empezaron las obras de adaptación, La vía se quitó y renovó, los andenes de las estaciones fueron reconstruidos, la catenaria y sistema de electrificación de 25 kV CA se mantuvo y se duplicó el tramo Gargan-Aulnay. Así el puente sobre el Canal del Ourcq se ensanchó en junio de 2005 y se quitó el antiguo tablero del puente sobre la RN3 hasta que seis meses más tarde, en enero de 2006 se instala el nuevo tablero para doble vía. En verano de 2006 llegan las primeras unidades para circular en la línea y empiezan las pruebas técnicas y de seguridad hasta que el sábado 18 de noviembre de 2006 se inauguró para abrirla al servicio el lunes 20 de noviembre de 2006 por la mañana, inaugurando la primera línea de tren-tram de Francia.

### Objetivos de la transformación
- Aumento de la frecuencia del servicio: 6 min de lunes a sábado y 9 min los domingos y festivos. Entre 20:00 y 22:00 9 min y de 22:00 al cierre de 12 min. En verano varían ligeramente entre el 14 de julio y 31 de agosto.
- Nuevas estaciones que respondan a la demanda de los viajeros.
- Reducción del efecto de brecha urbana de la línea ferroviaria.
- Modificación de las vías urbanas al transformar los pasos a nivel en cruces de carreteras con señalización que permite un menor tiempo de espera al paso del tren-tram.

La evolución de la explotación hacia un modo más urbano se acompañó de modificaciones físicas de la línea:
- Duplicación entre Gargan y Aulnay-sous-Bois con reconstrucción del viaducto sobre la RN3 y ensanche del puente sobre el Canal del Ourcq.
- Creación de un nuevo terminal en Bondy con una vía extra.
- Supresión de los edificios de viajeros y transformación de las estaciones al estilo tranviario. Solo el edificio de Gargan conserva vocación ferroviaria al acoger el centro de coordinación de la explotación de la línea. Una vía central permite el estacionamiento de unidades.
- Creación de tres estaciones nuevas:
  - Remise à Jorelle: entre Bondy y Les Coquetiers.
  - Lycée Henri Sellier: entre Gargan y L'Abbaye.
  - Rougemont-Chanteloup: entre Freinville-Sevran y Aulnay-sous-Bois.
- Transformación de pasos a nivel en cruces de carreteras con señalización conforme al código de la circulación.

### Renacimiento de la línea

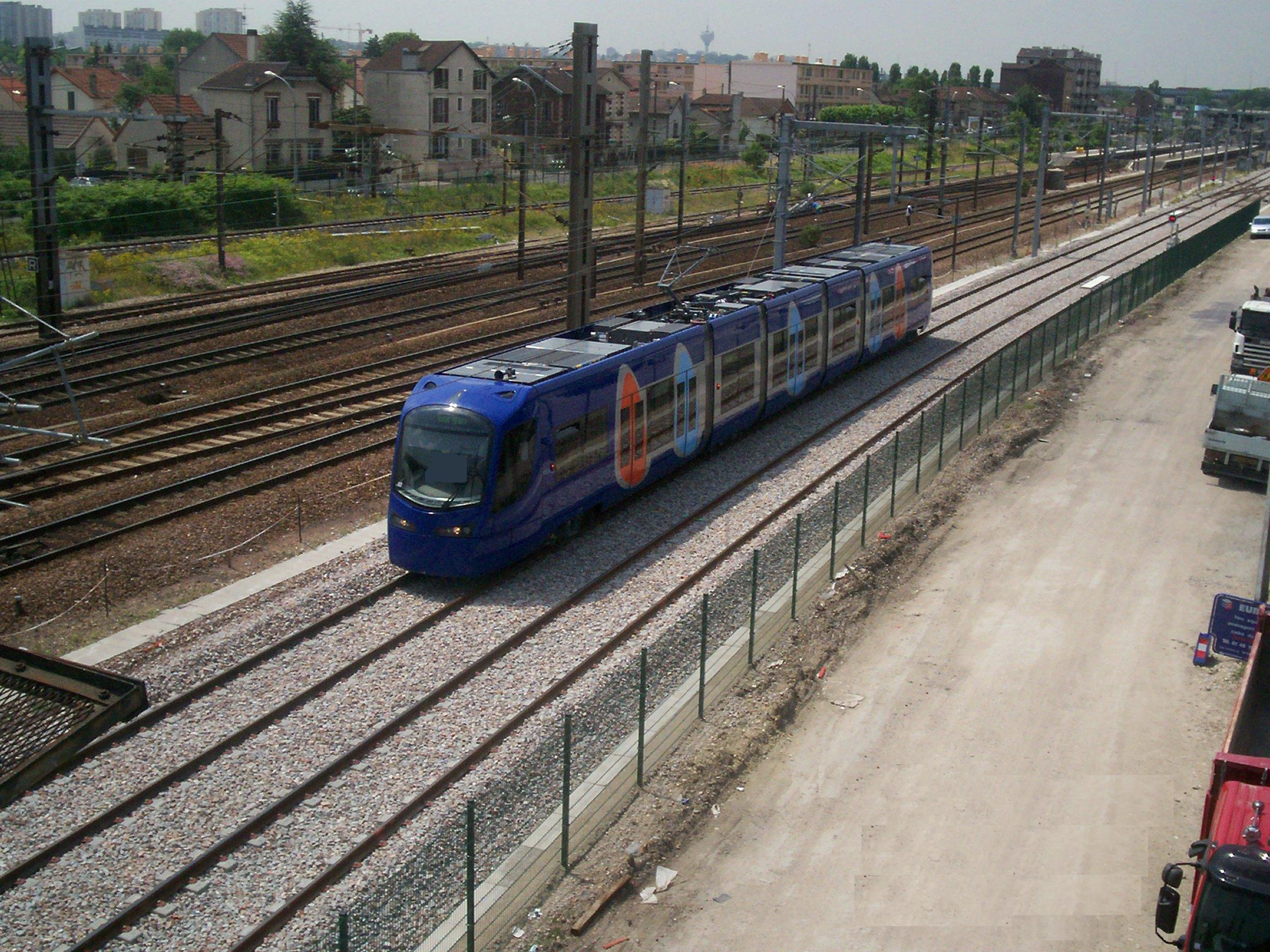
Unidad tren-tram U 25500 entre Bondy y Remise à Jorelle durante ensayos preinaugurales

La T4 está explotada por la SNCF al contrario que las otras líneas, explotadas por la RATP. Esto podría parecer sorprendente por parte de la SNCF, ya que había transferido a la RATP en los años 90 la línea de Coteaux, que estaba en mal estado y era deficitaria hasta convertirse en la T2. De hecho, la política de la SNCF era concentrarse en los grandes flujos de viajeros y el ferrocarril pesado. El éxito de las redes de tranvía y el interés creciente por los transportes periurbanos cambió la política de la SNCF. La SNCF sin embargo concibe la explotación de esta línea como una línea aislada del resto de la red ferroviaria nacional, y excluye cualquier prolongación hacia Noisy-le-Sec a pesar del interés creciente de que llegue a esta estación de correspondencia con la T1 y la rama de Tournan de la línea RER E e incluso hacia París.
A pesar de todo, la aptitud para circular a 25 kV CA es indispensable para llegar a las cocheras de la línea T4 en Noisy-le-Sec, y las características bitensión de las unidades (25 kV CA/750 V CC) no son aprovechadas porque toda la línea T4 está alimentada a 25 kV CA.
La línea está explotada con 15 unidades tren-tram que circulan por la derecha en marcha a la vista. Recorren la totalidad de la línea en 19 min y conforme a la reglamentación, las unidades y estacions son accesibles para minusválidos.

### Críticas

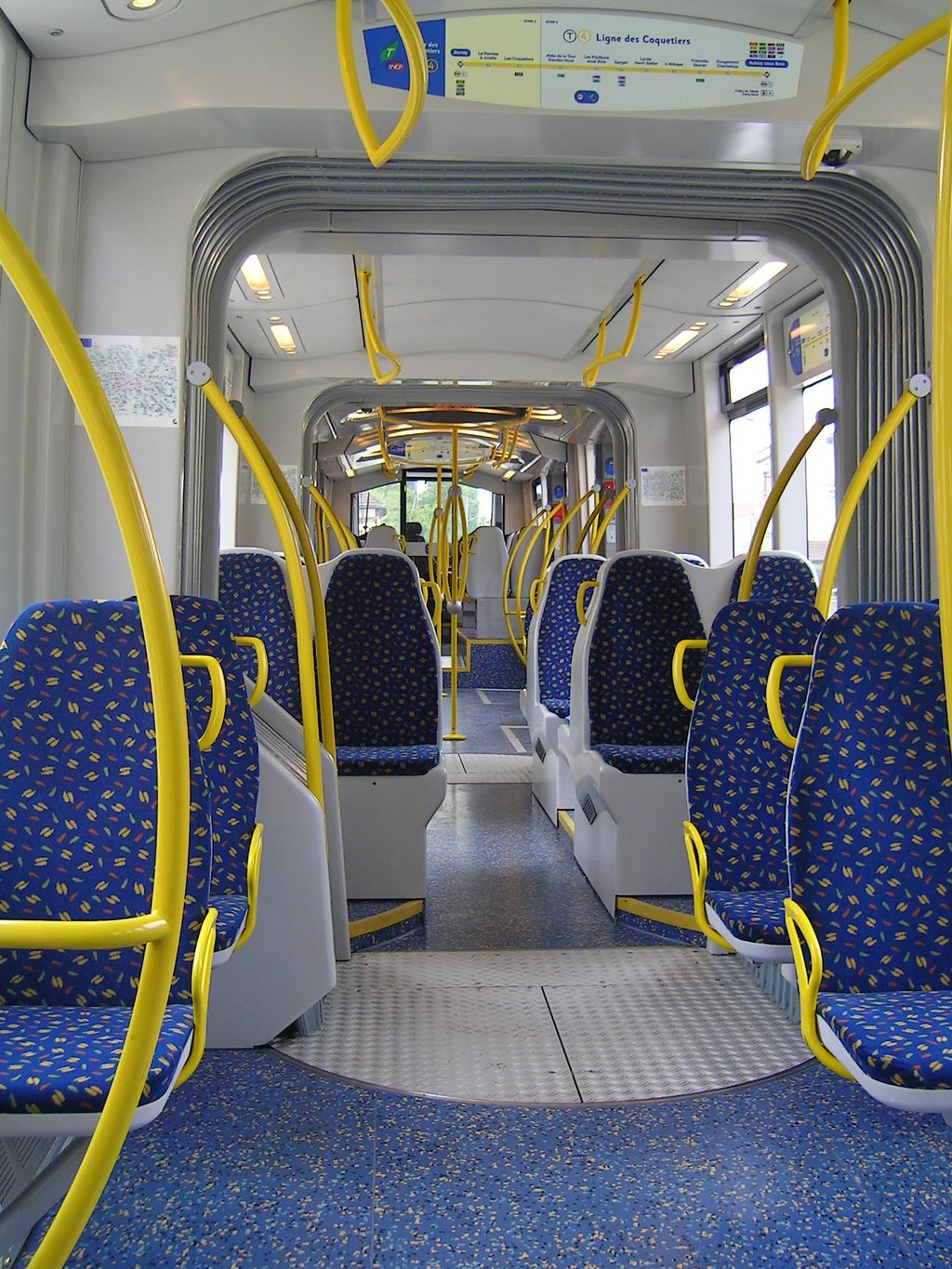
Interior de un tren-tram

La puesta en servicio de la línea, a pesar de la mejora global que aporta en comparación con la forma antigua de explotación, no se salva de críticas. Desde el día de su inauguración, dos unidades tenían averiados los frenos, lo que llevó a interrumpir el tráfico por la tarde haciendo que los viajeros debieran volver a sus hogares a pie o incluso en auto-stop.
Muchos aspectos de la nueva línea causaron el descontento, especialmente dos, el aumento de las tarifas e imposibilidad de usar Ticket T, mientras que la tarifa del tiquet unitario era idéntica, y el uso excesivamente frecuente de la señal sonora por parte de los conductores cifrándose su intensidad en 110 dB, que consiguieron reducirse tras las protestas vecinales a 95 dB a mediados de marzo de 2007 y entrañaron una modificación de las consignas de seguridad para limitar el uso a situaciones de peligro inmediato.
También hubo quejas sobre el funcionamiento: el tiempo indicado en los paneles no correspondía a la realidad, y las altas frecuencias de paso hacían que las unidades viajasen vacías fuera de la hora punta o por las noches.
Además, ciertos usuarios remarcaron errores en el acabado o la concepción de las infraestructuras, con pasos de peatones no siempre accesibles un año después de la apertura de la línea o arreglos para minusválidos inutilizados en ciertos puntos o incluso la escasez de espacio para aparcar las bicicletas en los lugares propuestos para ese fin. La desaparición de ciertos edificios de viajeros antiguos, a pesar de la oposición de los ayuntamientos, ha recibido muchas críticas. Un colectivo apoyado por los mismos ha permitido salvar los edificios de las estaciones de Les Coquetiers y L'Abbaye, pero el de la estación de Allée de la Tour-Rendez-Vous fue destruido.

## Explotación de la línea T4
La línea T4 es una línea híbrida entre tren y tranvía. Una línea ferroviaria francesa está electrificada (cuando lo está) a 1500 V o 25 kV, tiene raíles de tipo vignole y una señalización basada en cantones con circulación de trenes por la izquierda.
La línea T4 está electrificada a 25 kV y tiene un raíl de tipo vignole como la red ferroviaria nacional, no de tipo tranviario con raíles planos embebidos en una plataforma de hierba, asfalto o adoquines, pero tiene estaciones con andenes bajos, la circulación es por la derecha y la conducción en marcha a la vista sin señalización tranviaria, estando equipados los cruces de semáforos típicos. Así el concepto de tren-tram supera la idea de vehículos que circulen por la red nacional y vías urbanas de tipo tranviario.
No obstante, el verdadero concepto tren-tram no está explotado todavía, pero debería con las prolongaciones previstas con una circulación por vías urbanas en modo 100% tranviario (raíl plano y electrificación a 750 V).

### Material móvil

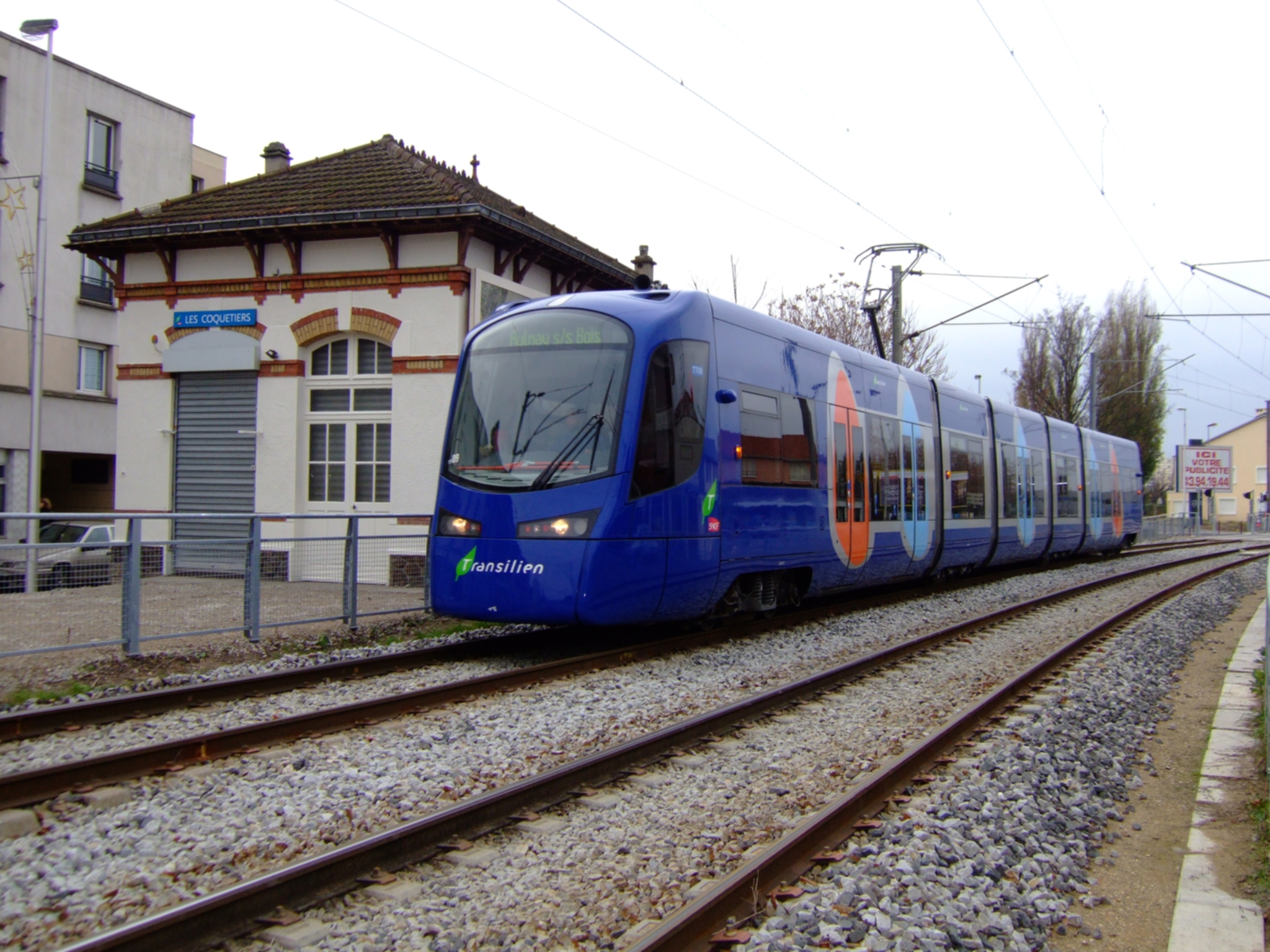
Unidad pasando por la antigua estación de Les Coquetiers

plano geográfico de la línea

El material elegido para esta línea son las unidades Avanto, construidas por la empresa alemana Siemens, país donde nació el concepto del tren-tram. Está numerada como U 25500 por la SNCF y es el primer material tranviario que circula por las vías de ferrocarriles franceses. Las unidades se guardan y mantienen en las cocheras de Noisy-le-Sec, reformada para ello.
Cada unidad de 37 m de largo con 5 módulos ofrece 242 plazas, de las cuales 80 son sentadas. Tienen un diseño similar a los trenes Transilien, azul noche con pequeñas franjas de colores diferentes en las puertas. Pueden circular a un máximo de 100 km/h, velocidad que no se alcanza nunca en la línea.

### Conducción y señalización
En general, la velocidad máxima de la línea son 70 km/h, 50 km/h en los tramos urbanos y 30 en las inmediaciones de los cruces.
Con la ocasión de la apertura de la línea, la SNCF creó el puesto de conductor de tren-tram, incompatible con la conducción del resto de material móvil de la red nacional.
La conducción se realiza en marcha a la vista, con señales de limitación de velocidad, de protección de itinerarios y protección de cruces.
Las señales de protección de itinerarios o de explotación se sitúan en los desvíos y cambios de agujas.
Las señales de limitación de velocidad consisten en letreros cuadrados con cifras negras en fondo blanco.
Finalmente, los indicadores de corte de alimentación se encuentran antes de pasar por cada sector de alimentación de la línea aérea de contacto. Dos círculos blancos alineados verticalmente anuncian un tramo de línea con corriente, alineados horizontalmente que carece de alimentación eléctrica.

### Estaciones
|   |   |   |   |   | estaciones                      | Lat/Long                                   | zona | municipio               | correspondencia |
| - | - | - | - | - | ------------------------------- | ------------------------------------------ | ---- | ----------------------- | --------------- |
|   |   | o |   |   | Bondy                           | 48°53′39″N 2°28′49″E / 48.894061, 2.48027  | 3    | Bondy                   |                 |
|   |   | o |   |   | Remise à Jorelle                | 48°53′35″N 2°29′15″E / 48.893137, 2.487587 | 3    | Bondy                   |                 |
|   |   | o |   |   | Les Coquetiers                  | 48°53′33″N 2°29′58″E / 48.892512, 2.499421 | 3    | Villemomble             |                 |
|   |   | o |   |   | Allée de la Tour - Rendez-Vous  | 48°53′49″N 2°30′23″E / 48.897037, 2.506298 | 4    | Villemomble             |                 |
|   |   | o |   |   | Les Pavillons-sous-Bois         | 48°54′09″N 2°30′42″E / 48.902489, 2.511738 | 4    | Les Pavillons-sous-Bois |                 |
|   |   | o |   |   | Gargan                          | 48°54′30″N 2°31′01″E / 48.90824, 2.517006  | 4    | Les Pavillons-sous-Bois |                 |
|   | o |   |   |   | Lycée Henri Sellier             | 48°54′58″N 2°30′54″E / 48.91619, 2.515005  | 4    | Livry-Gargan            |                 |
|   | o |   |   |   | L'Abbaye                        | 48°55′19″N 2°30′59″E / 48.92201, 2.51648   | 4    | Livry-Gargan            |                 |
|   | o |   |   |   | Freinville - Sevran             | 48°55′36″N 2°31′09″E / 48.926726, 2.519049 | 4    | Sevran                  |                 |
|   | o |   |   |   | Rougemont - Chanteloup          | 48°55′51″N 2°30′55″E / 48.930875, 2.515149 | 4    | Sevran                  |                 |
|   | o |   |   |   | Aulnay-sous-Bois                | 48°55′55″N 2°29′47″E / 48.931946, 2.496256 | 4    | Aulnay-sous-Bois        |                 |
|   |   |   | o |   | République - Marx Dormoy        | 48°54′22″N 2°31′25″E / 48.90624, 2.523656  | 4    | Livry-Gargan            |                 |
|   |   |   | o |   | Léon Blum Collège Louise Michel | 48°54′30″N 2°31′57″E / 48.908405, 2.532594 | 4    | Livry-Gargan            |                 |
|   |   |   | o |   | Maurice Audin                   | 48°54′30″N 2°32′26″E / 48.908468, 2.540628 | 4    | Clichy-sous-Bois        |                 |
|   |   |   | o |   | Clichy-sous-Bois - Mairie       | 48°54′29″N 2°32′46″E / 48.908137, 2.546144 | 4    | Clichy-sous-Bois        |                 |
|   |   |   | o |   | Romain Rolland La chapelle      | 48°54′17″N 2°32′52″E / 48.904858, 2.547816 | 4    | Clichy-sous-Bois        |                 |
|   |   |   | o |   | Clichy - Montfermeil            | 48°54′17″N 2°33′19″E / 48.904611, 2.555414 | 4    | Clichy-sous-Bois        | Proyecto:       |
|   |   | o |   |   | Notre-Dame des Anges            | 48°54′04″N 2°33′22″E / 48.901122, 2.555981 | 4    | Montfermeil             |                 |
| ⇃ |   |   | x | ↾ | Daniel Perdrigé                 | 48°53′58″N 2°33′36″E / 48.899357, 2.560114 | 4    | Montfermeil             |                 |
|   | o |   |   |   | Arboretum                       | 48°53′52″N 2°33′42″E / 48.897798, 2.561772 | 4    | Montfermeil             |                 |
|   |   |   | x |   | Paul Bert                       | 48°54′01″N 2°34′03″E / 48.900305, 2.56741  | 4    | Montfermeil             |                 |
| ⇃ |   | o |   | ↾ | Hôpital de Montfermeil          | 48°54′00″N 2°34′16″E / 48.900111, 2.571035 | 4    | Montfermeil             |                 |

### Tarificación
La línea T4 es la única línea de tranvía que no acepta Ticket T. Explotada por SNCF sigue las pautas de tarificación del Transilien. No obstante, por decisión del Sindicato de Transportes de Île-de-France de junio de 2007, el nuevo Ticket T+ que empezó a usarse el 1 de julio de 2007 se aplica a la línea en el primer trimestre de 2008.

## Proyectos de ampliación

### Clichy-Montfermeil

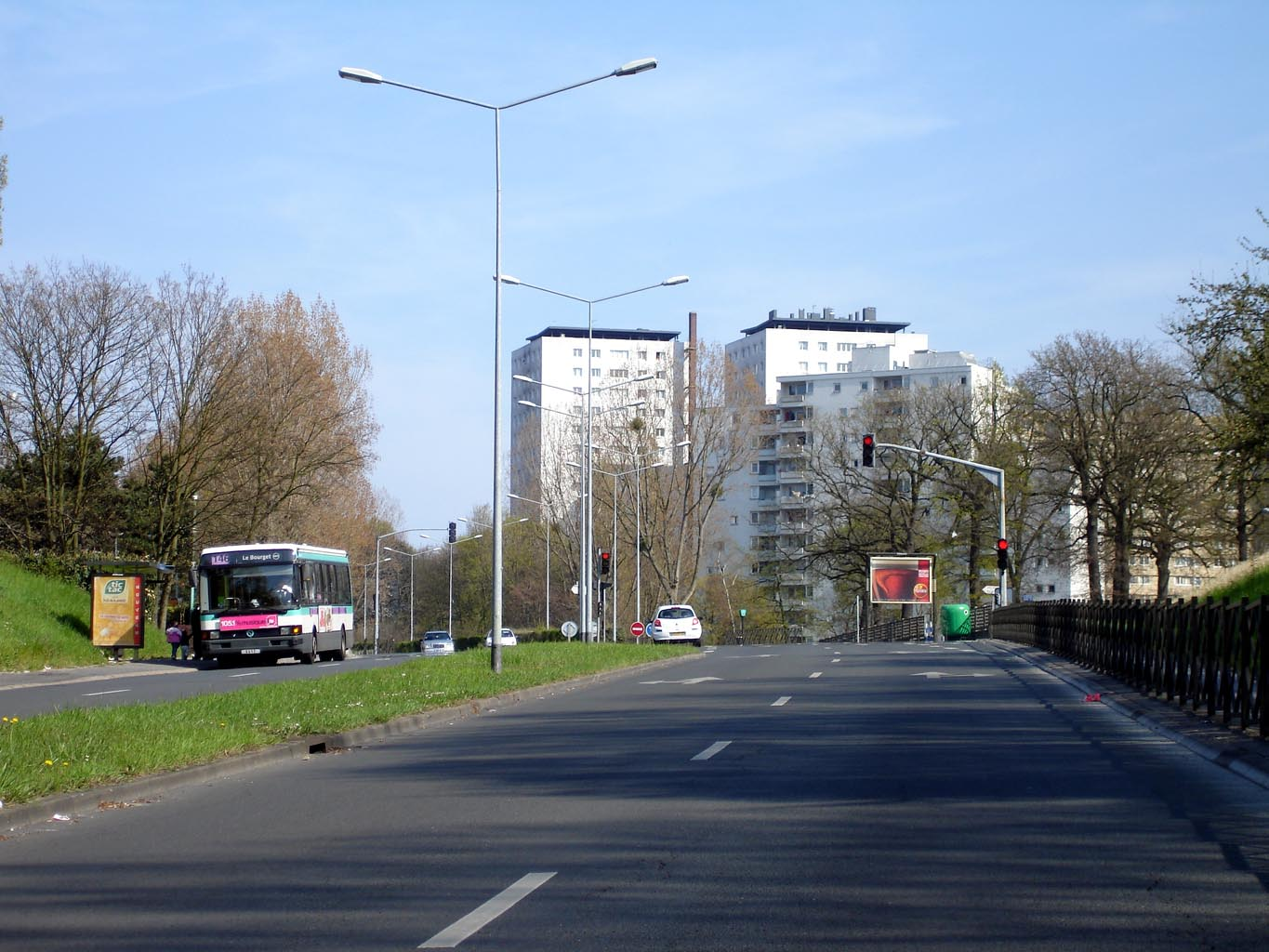
Bulevar Gagarine en Clichy-sous-Bois que podría ser usado por un ramal de la línea T4

Un proyecto de ramificación del tren-tram T4 hacia la meseta de Clichy-Montfermeil para dar servicio al conjunto de estos dos municipios ha sido evocado por el Sindicato de Transportes de Île-de-France y figura en el proyecto del SDRIF hecho público en noviembre de 2006. Está cifrado en 90 millones de euros.
Esta ramificación permitiría a los habitantes de Clichy-sous-Bois llegar a Bondy (RER E) en 10 min en vez de 40 min que tardan en autobús y poder acceder a importantes zonas empresariales como la del Aeropuerto Charles de Gaulle.
No obstante, esta ampliación suscita la oposición de los municipios atravesados (Le Raincy y sobre todo Livry-Gargan y Les Pavillons-sous-Bois), los alcaldes no quieren contradecir a los vecinos ante la proximidad de las elecciones municipales que no ven más que las molestias y ruidos que podría provocar la línea al pasar cerca de sus viviendas y se pronuncian en su mayoría contra la línea.
Otros políticos electos se manifiestan regularmente para reclamar la realización de esa ramificación, indispensable según ellos para dar servicio a barrios populares. Es el caso del consejero regional Alain Amédro, presidente de la Comisión de Inversiones y seguimiento del contrato del plan estado-región del Sindicato de transportes de Île-de-France que reclamó en octubre de 2007 la inscripción de esta ramificación en el contrato que firmará la región con la provincia de Sena-San Denis. Así mismo, Claude Dilain, alcalde de Clichy-sous-Bois, solicita que la región estudie cuanto antes el trazado de esta ramificación.
Fadela Amara, secretaria de Estado encargada de política de la ciudad fue el 9 de noviembre de 2007 a Clichy-sous-Bois en RER y autobús desde París para apreciar la longitud y calidad del trayecto en transporte colectivo desde la capital. En ese momento declaró que haría todo lo posible para que las obras empiecen cuanto antes.
El vicepresidente de la región y el Sindicato de transportes de Île-de-France solicitan al estado financiar un 30% del proyecto, lo que permitiría que las obras empezasen en 2011. A falta de esta financiación la región solicitaría colaborar a la provincia de Sena-San Denis.
El contrato de proyectos estado-región de la Île-de-France 2007-2013 prevé ya la financiación de estudios para este proyecto para determinar las operaciones que podrán beneficiarse de créditos para un compromiso de obra antes de 2013.

### Otros proyectos

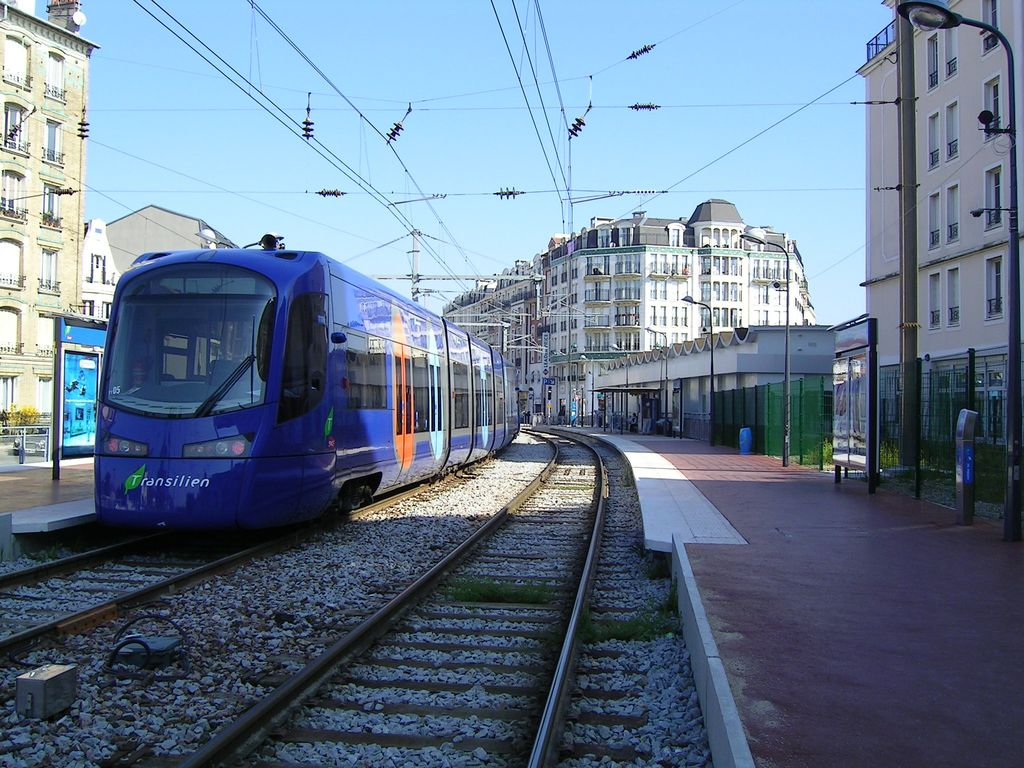
Unidad aparcada en Gargan

Por otra parte, la prolongación hasta el polo multimodal de la estación de Noisy-le-Sec donde se cruzan la línea RER E y la línea T1 y en un futuro la Tangencial Norte figura en el SDRIF. Ciertas asociaciones reclaman una prolongación de la línea a París Gare du Nord para evitar una ruptura de carga. También se valora una posible prolongación al norte hacia Garonor, el centro comercial Parinor vía RN2 y RN370 y al Parque Asterix futura estación TGV a la altura de la estación de Rougemont-Chanteloup.
La situación de las vías en la estación de Bondy, con un salto de carnero de una vía del tram-tren por encima de la línea París-Estrasburgo no excluye un enlace con la estación de Noisy-le-Sec y París con cizallamiento de dos vías tranviarias y pasar del modo de circulación tranviario (a la derecha) al ferroviario (a la izquierda). La continuidad de 25 kV está asegurada. En Aulnay-sous-Bois, salvo una vía apartadero no electrificada, las vías del tranvía y las de tren son completamente independientes.